# オーバードライブ・レーシング

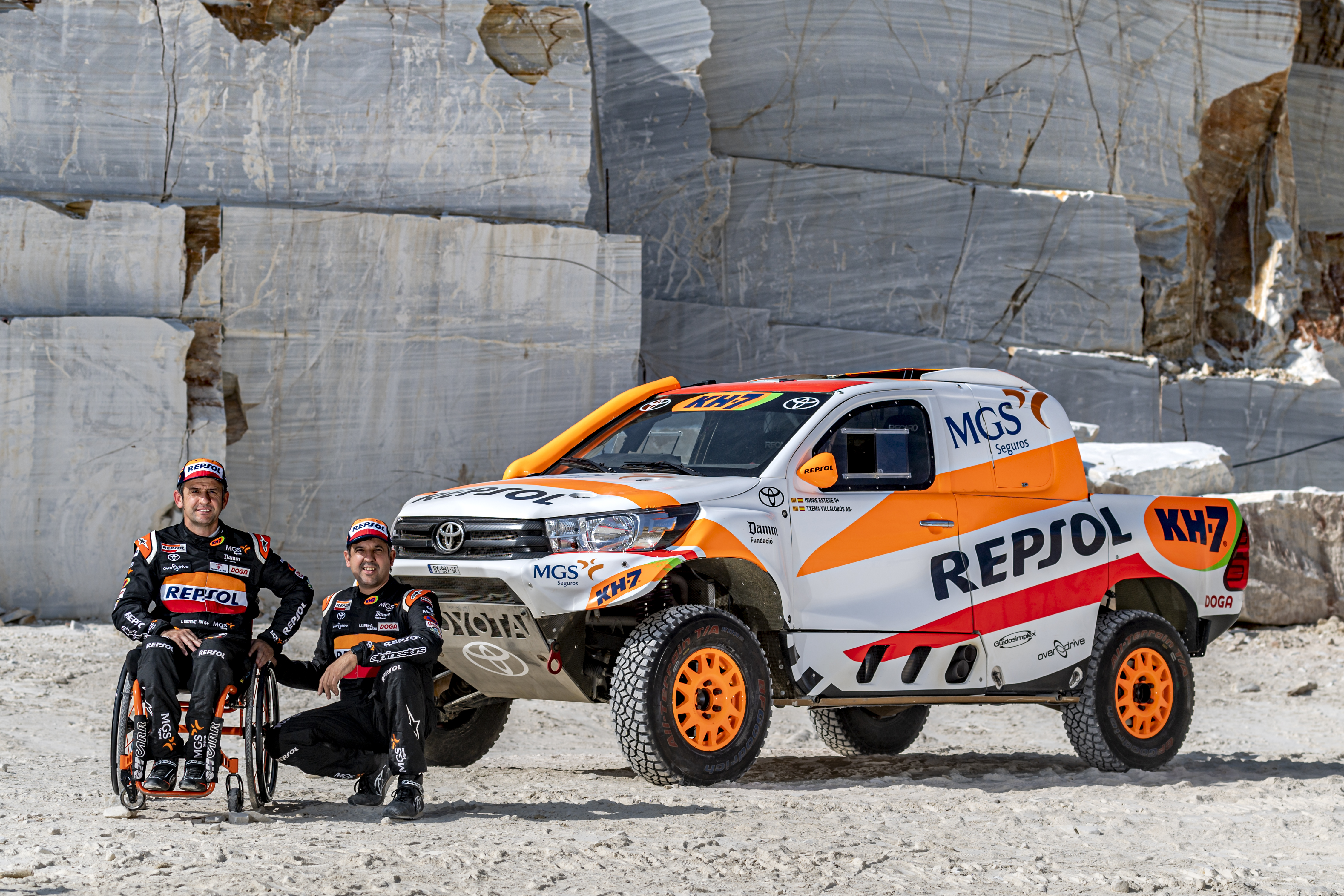
半身不随となった元ライダーのイシドル・エステべ・プジョルのトヨタ・ハイラックスT1

オーバードライブ・レーシング（Overdrive Racing）は、ベルギーのリエージュ州ヴィレ・ル・ブイエに本拠を置くレーシングチーム。ラリーレイドの四輪競技で活動を行っている。

## 沿革
グレゴワール・ド・メビウスと、メビウスやブルーノ・ティリー、フランソワ・デュバル、クリストフ・ホロウチェックのナビだったベルギー人のジャン＝マルク・フォーティンが2006年に創設。2005年ダカール・ラリーで、フランス日産と組むチーム・ドスードから参戦したが、割り当てられた車の出来が良くなかったのが設立のきっかけであるという。
現在ダカール・ラリーや世界ラリーレイド選手権のグループT1（四輪自動車のプロトタイプ）とグループT3（SxSのプロトタイプ）の2部門に渡って参戦しており、2022年ダカールには149名のスタッフを現場に送り込んで、11台のT1車両と4台のT3車両を運用した。

### グループT1

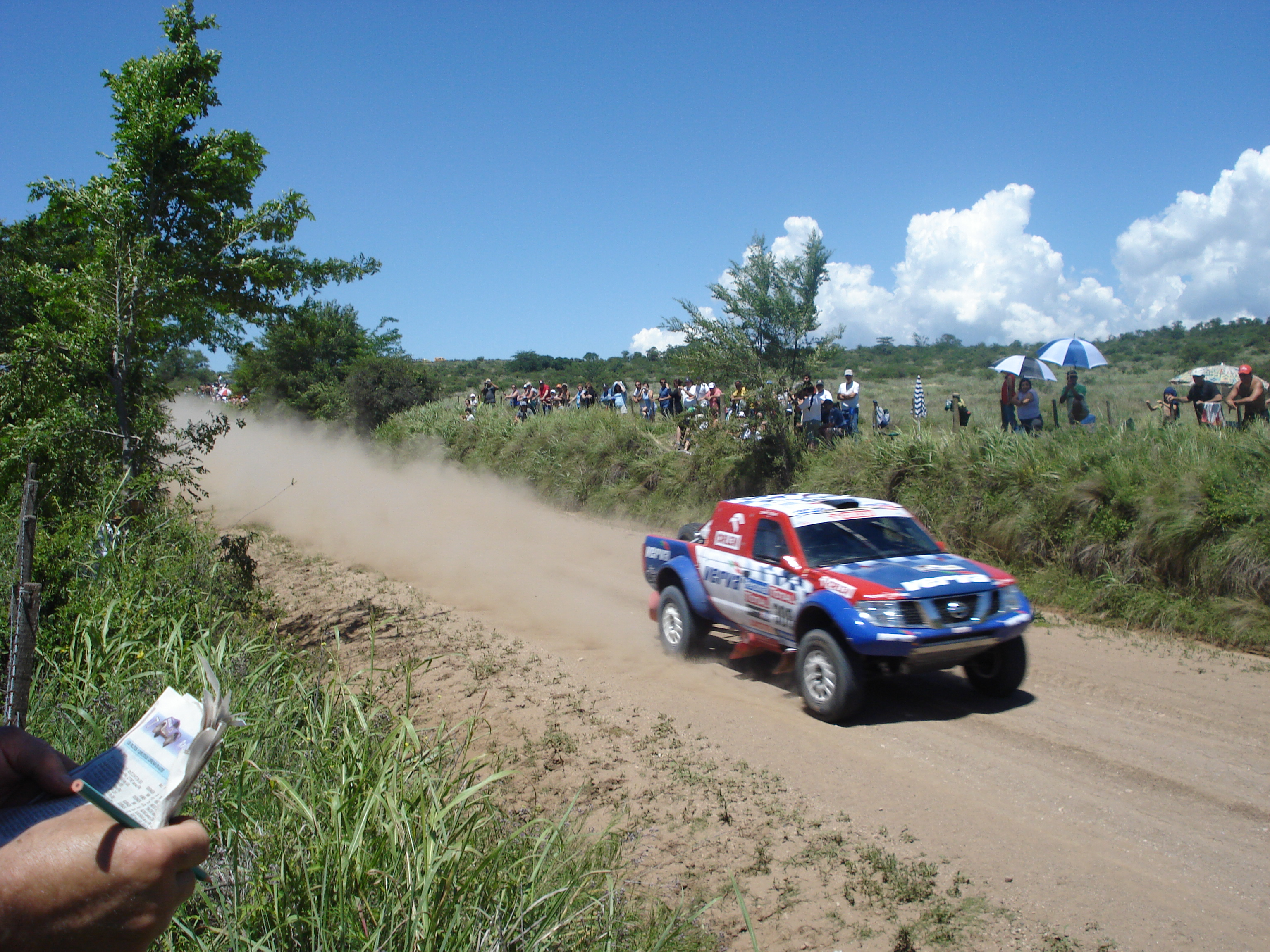
クリストフ・ホロウチェック/ジャン＝マルク・フォーティン組の日産・ナバラ（2010年）

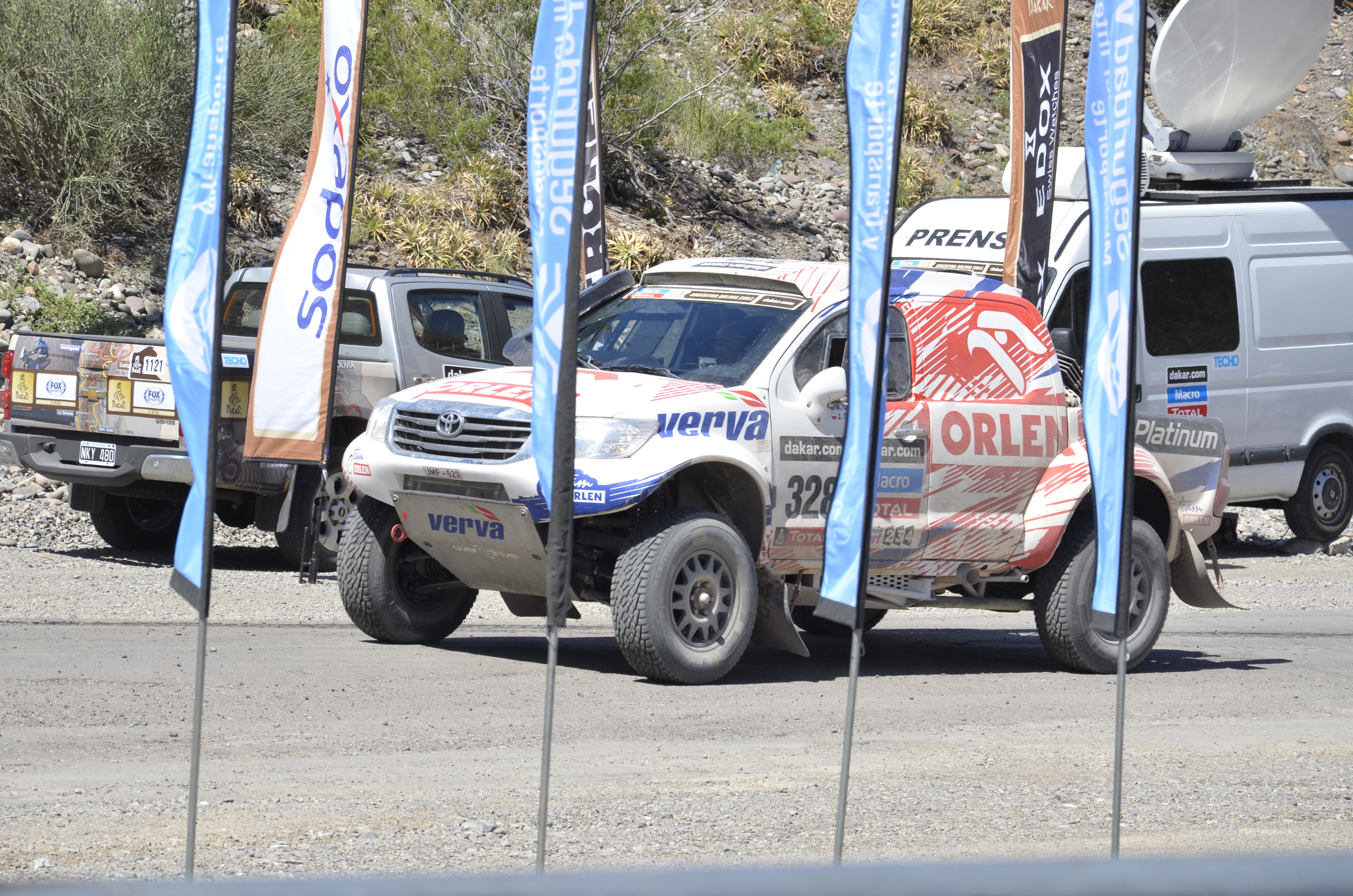
マレク・ダブロウスキー/ヤチェク・チャコール組のトヨタ・ハイラックス（2014年）

設立直後は南アフリカで日産チームを運用していたホールスピードが製造する、日産・ナバラを運用した。2009年には総合4-5位、グループT1ガソリン車クラスで1-2フィニッシュを果たした。
2012年からホールスピードがトヨタに鞍替えしたのをきっかけに、オーバードライブもトヨタ・ハイラックスを運用するようになり、以降はトヨタ本隊に次ぐ別働隊として、必要に応じて本隊を支援しつつ参戦を続けている。またオーバードライブは初期から開発・製造・物流・人材面で強力にトヨタをサポートし、カスタマーへの車両供給およびメンテナンスも担当している。トヨタは2019・2022・2023年にダカールを制覇し、2022・2023年のW2RC（世界ラリーレイド選手権）でも3冠を獲得した。
オーバードライブ・トヨタとしてダカールに参戦した主なドライバーはナニ・ロマ、ヤジード・アル＝ラジ、ヤクバ・ポリゴンスキー、ルシオ・アルバレス、オーランド・テラノバ、クリスチャン・ラビエル、イシドル・エステべ、ベルナルド・テン・ブリンケ、エリック・ファン・ルーンがいる。またサッカーチーム監督のアンドレ・ビラス・ボアスも2018年ダカールで二輪から転向する際にオーバードライブから参戦した。
2022年にアル＝ラジ、2023年はルーキーのルーカス・モラエスがそれぞれオーバードライブのハイラックスで総合3位表彰台を獲得した。また本隊のナッサー・アル＝アティヤも、クロスカントリーラリー・ワールドカップにはオーバードライブ名義でエントリーし、タイトルを獲得している。
2023年にはレベリオン・レーシング（ロマン・デュマとアレクサンドロ・ペシ）にも2台のGRダカールハイラックスT1+を納車し、さらにデュマにはナビのマックス・デルフィーノの推薦も行った。
2024年大会ではベルギー人のギヨーム・ド・メビウスがワークストヨタ勢を差し置いて2位表彰台を獲得。
2025年大会は母国サウジアラビアのアル=ラジがワークストヨタ勢のヘンク・ラテガンとのデッドヒートを制し、初のオーバードライブ名義チームでの総合優勝を果たした。

### グループT3
オーバードライブは軽量プロトタイプ（グループT3）部門用バギーの「OT3」を開発。カーボンファイバーとケブラーの高剛性ボディワークを備えた重量890kgのボディに、6速トランスミッションと177馬力/290Nmの1,000cc 直列3気筒ターボエンジン（製造元は不明だが、一説にはフォルクスワーゲン製）を組み合わせる。ヘッドライトはポラリス・RZRのものを流用している。ナッサー・アルアティヤもテストを行った。
OT3は2020年から始まった『レッドブル・オフロード・ジュニアプログラム』のマシンとなり、指導役のシリル・デプレ、若手のミッチェル・ガスリーJr.、ブレイド・ヒルデブランドがドライブ。ガスリーJr.はステージ3勝、ヒルデブランドはステージ2勝を挙げた。デプレはエンジントラブルを起こしたガスリーJr.にエンジンを譲ってリタイアした。
2021年はガスリーJr.、セス・キンテロ、クリスティーナ・グティエレス・エレーロが参戦。グティエレスは女性としてはユタ・クラインシュミット以来となるステージ勝利を3回記録したがステージ8でギアボックストラブルによりリタイア。キンテロは当時の史上最年少ステージ勝利記録（18歳118日、2年後にエリック・ゴツァルが更新）を達成してステージ6勝を挙げて才能を示したが、総合では4位に終わった。
2022年はグティエレス、キンテロに加えてWRCウィナーのアンドレアス・ミケルセン、グレゴワールの子ギヨーム・ド・メビウスが加入。メビウスのナビはトラック部門優勝経験を持つベルギー人のトム・コルソウルが就く予定だったが、Covid-19陽性反応により急遽アメリカ人のケロン・ウォルチが就任した。かつてオーバードライブのチームマネージャーを務めた、スコット・エイブラハム率いるサウス・レーシング・Can-Amとの一騎打ちとなった。キンテロは怒涛のステージ勝利連発で13ステージ中12ステージを制覇し、ピエール・ラルティーグが1994年に記録していた最多ステージ勝利記録（16ステージ中10勝）を更新した。キンテロが唯一落としたステージ2はメビウスが勝利していたため、OT3は全ステージ勝利という圧巻ぶりであったが、それゆえに信頼性の問題が大きくクローズアップされた年でもあった。メビウスはステージ1、キンテロはステージ2でメカニカルトラブルに見舞われて序盤早々に勝負権を失い、ミケルセンもステージ2でステアリングトラブルが発生。メビウスに助けられるが、このステージで横転しロールケージ破損でリタイア。メビウスもステージ5でラクダ草に衝突したのが原因でリタイアに終わり、またしても優勝は果たせなかった。唯一グティエレスは総合3位完走で、彼女もステージ3でメカニカルトラブルによりストップしたものの、女性としては前年のカメリア・リパロティに続く表彰台となった。この年開幕の世界ラリーレイド選手権（W2RC）でも毎戦表彰台を獲得し、キンテロとメビウスが一勝ずつを挙げたが、タイトルは逃した。
2023年は相次ぐ信頼性の問題が原因でレッドブルとの契約が終了となり、メビウスが立ち上げたGラリーチームとして参戦。メビウスと南アフリカ人のエベニーザー・バッソンの2台のみとなる。晴れてコルソウルがメビウスのナビとなり、メビウス車はオールベルギー体制での参戦となった。メビウスはステージ10まで首位を快走し、OT3の速さが本物であることを示したが、ステージ11で弱点の信頼性の低さがまたしても露呈し1時間半をロス。それでもメビウスは3位で終え、キャリア初の表彰台を獲得した。W2RC最終戦ラリー・デュ・マロックでメビウスはオーバードライブ製のT1+のハイラックスへ乗り換え、オランダの実業家であらゆる部門からの参戦経験を持つキース・クーレンがOT3をドライブした。FIA欧州バハ・カップではギヨームの兄ギスラン・ド・メビウスがOT3を駆り、サウス・レーシングのジョアン・ディアスと同点・同勝利数で並んだが、2位の回数で下回り惜しくもタイトルを逃した。

### ミッション1000
2024年ダカールのミッション1000クラスに、日本6社（トヨタ・ホンダ・スズキ・ヤマハ・川崎重工業・カワサキモータース）で構成する水素小型モビリティ・エンジン研究組合（HySE）が製造する水素エンジンのマシン『Hyse-X1』が参戦することが表明されたが、これのベース車両（OT3）供給及びチーム運用をオーバードライブが担うこととなった。この年はクラス4位であった。
2025年大会も『Hyse-X2』に改良した上でドライバーに池町佳生を据えて参戦し、5台中2位を獲得した。